# Christoph Maul

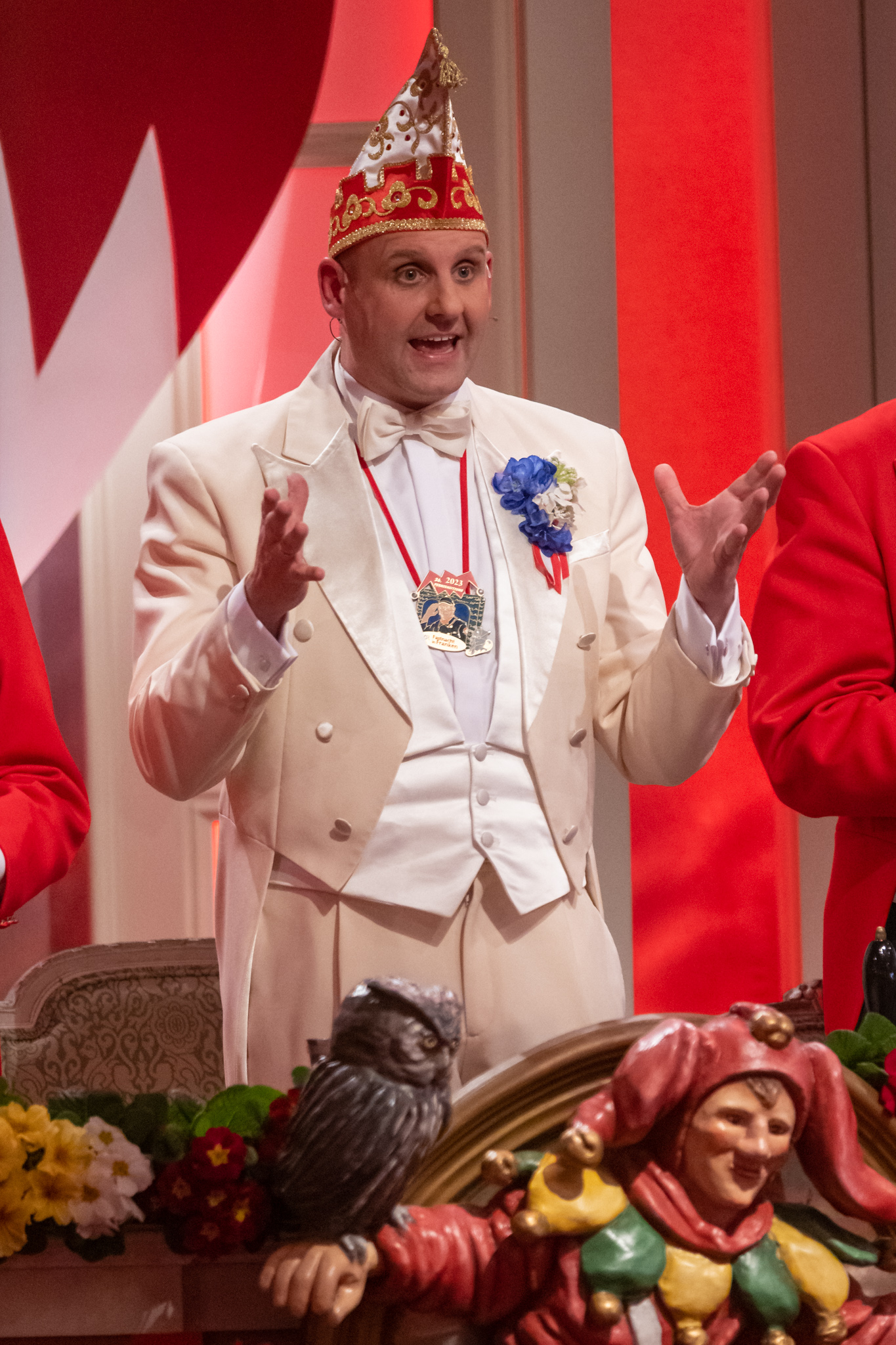
Christoph Maul, 2023

Christoph Maul (* 2. März 1979 in Schillingsfürst) ist ein deutscher Kabarettist, Comedian und Moderator.

## Leben
Maul wuchs im mittelfränkischen Schillingsfürst auf und studierte an der Fachhochschule in Ansbach. Er lebt in Schillingsfürst, ist verheiratet und hat einen Sohn.
Ab dem Jahr 2002 war Maul fester Bestandteil bei Faschingssitzungen in Schillingsfürst. Im Jahr 2013 wurde er vom Bayerischen Fernsehen für die Sendung Franken sucht den Supernarr entdeckt und belegte dort den dritten Platz. Durch diesen Erfolg wurde er auch überregional und nicht mehr nur für Faschingsveranstaltungen gebucht.
Seit der ersten Ausgabe Derblecken am Schloßberg 2016 ist Christoph Maul Fastenprediger. Hier wurde er für die Kulturbühne Kunst Kultur Korn entdeckt. Das Programm Mangel durch Überfluss, teilweise zusammen mit dem Liedermacher Martin Rohn aufgeführt, hatte am 13. Januar 2017 bei Korn in Rothenburg ob der Tauber Premiere.
In den folgenden Jahren tourte Maul durch Süddeutschland und Österreich und spielte auf Kleinkunstbühnen (u. a. Schlachthof München, Kochsmühle Obernburg, Glasperlenspiel Asperg). Sein Programm ist geprägt durch die tagesaktuelle, regionale Gestaltung und beschäftigt sich mit aktuellen, gesellschaftlichen, politischen sowie humorvollen Themen. Das Programm hat kabarettistische und satirische Einflüsse und Comedy-Elemente.
Im Fasching war er mehrfach im BR Fernsehen und bei TV Mainfranken zu sehen, unter anderem 2018 bei Franken Helau und 2019, 2020 und 2021 bei der Närrischen Weinprobe.
Seit 2018 hat Maul eine wöchentliche Kolumne auf Radio 8. Hier arbeitet er aktuelle, regionale und globale Themen auf.
Im Jahr 2019 erschien eine Reportage im Rahmen der Tandemserie in der BR Frankenschau, sowie 2020 in der BR-Serie „Unter unserem Himmel“.
Am 18. Februar 2022 wurde er im Rahmen von Fastnacht in Franken, der Prunksitzung des Fastnacht-Verband Franken e. V., als neuer Sitzungspräsident der bundesweit quotenstärksten Sendung des BR Fernsehens, vorgestellt und kurz eingesetzt.
Im Februar 2023 führte er erstmals durch eine komplette Live-Sendung.

## Programme
- 2017 Mangel durch Überfluss
- 2020 Besser als sein Ruf
- 2024 Live & Ungeprobt

## Auszeichnung
- Februar 2023 Goldener Trichter[7]